# Christuskirche (Laa an der Thaya)

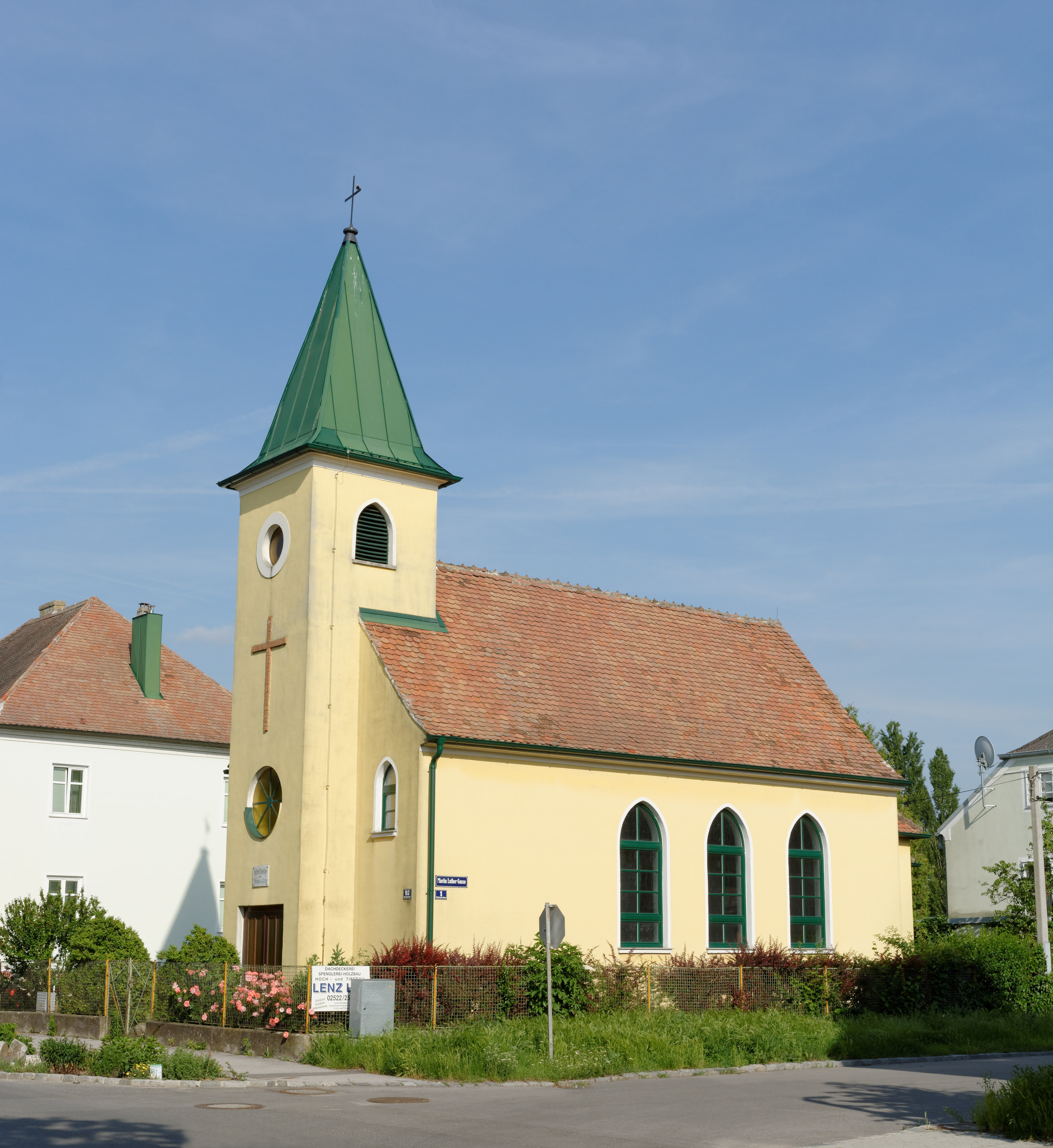
Evangelische Kirche Laa an der Thaya

Die Christuskirche ist die evangelische Gemeindekirche von  Laa an der Thaya im Bezirk Mistelbach im nördlichen Weinviertel in Niederösterreich. Sie gehört der Evangelischen Superintendentur A. B. Niederösterreich an.

## Geschichte
Durch den Zuzug evangelischer Arbeiterfamilien aus dem benachbarten Böhmen und Mähren hatte sich gegen Ende des 19. Jahrhunderts eine evangelische Gemeinde gebildet, für die auf Initiative eines aus Siebenbürgen stammenden Bezirksrichters seit 1929 eine Predigtstation in der Schule eingerichtet wurde. 1940 wurde Laa zur eigenen Pfarrgemeinde erhoben, nachdem 1936 an der Staatsbahnstraße ein eigener Kirchenbau als schlichter Saalkirchenbau mit eingezogenem Turm und Pyramidenhelm entstanden war. 1976 erfolgte die Verlegung des Pfarrsitzes an die Elisabethkirche Mistelbach, die 1965 angekauft und als Filialkirche für den protestantischen Gottesdienst adaptiert worden war.